# 41 Lyncis
41 Lyncis (41 Lyn, HD 81688) o Intercrus è una stella visibile nella costellazione dell'Orsa Maggiore. Dista 287,86 anni luce dal sistema solare.
Attorno ad essa orbita il pianeta extrasolare 41 Lyncis b, scoperto nel 2008.

## Osservazione
Si tratta di una stella situata nell'emisfero celeste boreale e quindi osservabile prevalentemente dall'emisfero nord della Terra, dove si presenta circumpolare anche da gran parte delle regioni temperate; dall'emisfero sud la sua visibilità è invece limitata alle regioni temperate settentrionali e alla fascia tropicale, più a nord della latitudine 45° S. Essendo di magnitudine 5,4, è visibile ad occhio nudo, ma solo in un cielo molto buio.
Il periodo migliore per la sua osservazione nel cielo serale ricade nei mesi compresi fra febbraio e giugno; nell'emisfero nord è visibile anche per un periodo maggiore, grazie alla declinazione boreale della stella, mentre nell'emisfero sud può essere osservata limitatamente durante i mesi dell'autunno australe.

## Denominazione
41 Lyncis è la denominazione della stella nella nomenclatura di Flamsteed, introdotta all'inizio del XVIII secolo. Allora la stella era stata inclusa nella costellazione della Lince, da cui la presenza del genitivo 'Lyncis' nel nome. Nel 1930, l'Unione Astronomica Internazionale ha tracciato in modo definitivo i confini delle costellazioni e 41 Lyncis è stata inclusa nell'Orsa Maggiore. Da allora, il nome risulta quindi un'eccezione rispetto alla regola introdotta da Flamsteed e non va quindi confusa con la stella 41 Ursae Majoris.
Le altre sigle che la identificano secondo i principali cataloghi astronomici sono riportati nella tabella a lato.
Nel luglio del 2014, l'Unione Astronomica Internazionale ha indetto un concorso pubblico per assegnare dei nomi propri ad alcuni esopianeti ed alle loro stelle. La procedura ha previsto che partecipanti appartenenti ad associazioni astronomiche potessero proporre delle denominazioni, che successivamente sono state sottoposte a votazione aperta a chiunque volesse partecipare.
Il nome che ha ottenuto il numero maggiori di voti per 41 Lyncis è stato Intercrus, proposto da un'associazione astronomica di Okayama, in Giappone, che descrive in latino la posizione della stella tra le gambe dell'Orsa.

## Caratteristiche fisiche
Classificata come K0 III-IV, Intercrus si trova in uno stadio di evoluzione da stella subgigante a gigante arancione.
Una prima stima teorica nel 2008 ha condotto ad un valore della massa per Intercrus di 2,1 volte quella solare, cui corrisponderebbero un raggio pari a 13 volte quello solare, una luminosità pari a 72 volte quella solare ed una temperatura superficiale di circa 4753 K.
Nel 2011, la sua massa è stata rivalutata, ottenendo un valore pari a circa la metà del precedente: 1,1+0,3
−0,2 M⊙. In un altro studio recente (2008), il suo raggio era stato stimato in 11 volte quello solare, la sua luminosità in 55 volte quella solare e la sua temperatura superficiale in 4789 K.
La sua metallicità è inferiore a quella solare, con un valore di −0,359±0,020 [Fe/H].
La sua età non è nota.

### Moti spaziali
Le rilevazioni sul moto spaziale di Intercrus indicano che la sua velocità radiale, ovvero la componente del moto stellare orientata nella direzione di vista della Terra, è 38,58±0,20 km/s; il segno positivo indica che la sua luce risulta spostata verso il rosso, e quindi che la stella è in allontanamento dal sistema solare.
Il moto proprio, ovvero la componente del moto trasversale rispetto alla linea di vista, fa sì che Intercrus si sposti rispetto allo sfondo delle stelle più distanti. Precise misurazioni della sua posizione hanno permesso di calcolare un movimento di −7,50±0,31 milliarcosecondi all'anno (mas/anno) in ascensione retta e −128,77±0,24 mas/anno in declinazione; il movimento netto della stella è di 128,87 milliarcosecondi all'anno.
Intercrus segue un'orbita attorno al centro della Via Lattea con un'eccentricità pari a 0,21; ciò la porterà a raggiungere una distanza minima dal Centro galattico di 18,5 migliaia di anni luce ed una distanza massima di 28,2 migliaia di anni luce. L'inclinazione orbitale inoltre porterà Intercrus ad allontanarsi di 1800 anni luce dal piano galattico. Non è chiaro se la stella appartenga o meno alla popolazione del disco sottile.

## Sistema planetario
Attorno a 41 Lyncis orbita un gigante gassoso scoperto nel 2008, con il metodo della velocità radiale.
Arkas (indicato anche come 41 Lyncis b e HD 81688 b), possiede una massa minima di 1,77 MJ. Completa un'orbita circolare in 184 giorni terrestri (pari a circa 6 mesi), ad una distanza dalla stella di 0,66 UA. Nel sistema solare, sarebbe all'interno dell'orbita di Venere.

### Prospetto del sistema
Segue un prospetto dei componenti del sistema planetario di 41 Lyncis, in ordine di distanza dalla stella.
| Pianeta | Tipo            | Massa     | Periodo orb.  | Sem. maggiore | Eccentricità | Scoperta |
| ------- | --------------- | --------- | ------------- | ------------- | ------------ | -------- |
| b       | gigante gassoso | > 1,77 MJ | 184,02 giorni | 0,66 UA       | 0,0          | 2008     |